# Friedrich I. (Fürstenberg)

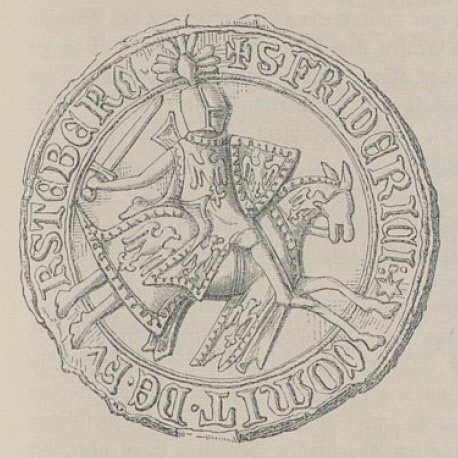
Reitersiegel des Grafen Friedrich I. von Fürstenberg

Friedrich I. von Fürstenberg (* vor 1250; † 1. Mai 1296) war der zweite Graf von Fürstenberg.

## Leben
Friedrich entstammt dem Geschlecht der Grafen von Fürstenberg. Sein Vater Heinrich I. von Fürstenberg war der Stammvater des Hauses Fürstenberg, seine Mutter war Agnes von Truhendingen. Nach dem Tod des Vaters (1284) erfolgte eine Erbteilung, bei der sein jüngerer Bruder Egon die Stadt Haslach im Kinzigtal erhielt und die Seitenlinie Fürstenberg-Haslach begründete.
Durch seine Heirat mit der einzigen Erbin der Herren von Wolfach, Udelhild, konnte Friedrich 1290 seine Besitztümer in das Tal der Wolf und der Kinzig ausdehnen. Die Stadt Wolfach mit der Burg Wolfach und zahlreichen Höfen im Umland blieben dann bis 1806 im Besitz der Fürstenberger.

## Ehe und Nachkommen

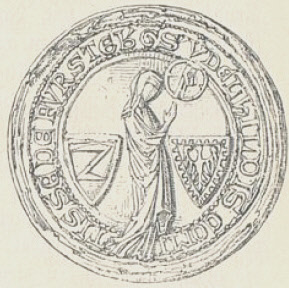
Witwensiegel der Gräfin Udilhild von Fürstenberg

Bereits sein Vater, Heinrich I. hatte die Heirat Friedrichs mit Udelhild von Wolfach eingefädelt. Aus dieser Ehe sind fünf Kinder bekannt:
- Heinrich II., Graf von Fürstenberg  ⚭  Verena von Freiburg der Tochter des Grafen Heinrich von Freiburg, dem die Herrschaft Badenweiler zugefallen war
- Conrad, Graf von Fürstenberg
- Friedrich, Graf von Fürstenberg (Johanniter in der Kommende Villingen)
- Anna von Fürstenberg * ca. 1280 ⚭ Johann I. von Geroldseck
- Martha, Gräfin von Fürstenberg

Nach dem Tod Friedrichs übernahm dessen Bruder Konrad, Domherr zu Konstanz, die Vormundschaft über die Kinder.